# Chouzé-sur-Loire
Chouzé-sur-Loire är en kommun i departementet Indre-et-Loire i regionen Centre-Val de Loire i de centrala delarna av Frankrike. Kommunen ligger i kantonen Bourgueil som tillhör arrondissementet Chinon. År 2022 hade Chouzé-sur-Loire 2 150 invånare.

## Befolkningsutveckling
Antalet invånare i kommunen Chouzé-sur-Loire
Referens:INSEE